# 1834 год в литературе

## События
- А. Ф. Смирдин основал ежемесячный журнал «Библиотека для чтения», выходивший до 1865 года.
- Павел Йозеф Шафаржик основал еженедельный журнал «Světozor».

## Произведения
- «Владимир третьей степени» — пьеса Николая Гоголя.
- «Души чистилища» (Les âmes du Purgatoire) — новелла Проспера Мериме.
- «Записки сумасшедшего» — повесть Николая Гоголя.
- «История Пугачёва» — повесть Александра Пушкина.
- «Конёк-Горбунок» — сказка Петра Ершова.
- «Легенды Ангрии» — роман Шарлотты Бронте.
- «Невский проспект» — повесть Николая Гоголя.
- «Пан Тадеуш» — эпическая поэма Адама Мицкевича.
- «Пиковая дама» — повесть Александра Пушкина.
- «Повесть о том, как поссорился Иван Иванович с Иваном Никифоровичем» — повесть Николая Гоголя.
- «Пора, мой друг, пора! покоя сердце просит…» — стихотворение Александра Пушкина.
- «Портрет» — повесть Николая Гоголя.
- «Сказка о золотом петушке» — сказка Александра Пушкина.

### Литературоведение
- «Литературные мечтания. Элегия в прозе» — статья В. Г. Белинского.

## Родились
- 13 января –  Мануэль де Хесус Гальван, доминиканский писатель.
- 13 марта –  Августус Джон Катберт Гер, английский писатель (умер в 1903).
- 21 марта — Василий Яковлевич Михайловский, протоиерей РПЦ, богослов, поэт, педагог, настоятель Церкви Вознесения, председатель Петербургского общества трезвости[1].
- 14 мая — Луиза Альборн, немецкая писательница (умерла в 1921).
- 31 мая — Эмануэль Гиель, бельгийский поэт (умер в 1899).
- 15 июня — Ян тен Бринк, голландский писатель (умер в 1901).
- 17 июля — Франсуа Куайяр (1834—1904), французский миссионер, поэт, писатель, переводчик. Автор слов государственного гимна Лесото (ум. в 1904).
- 16 сентября — Юлиус Вольф, немецкий поэт и прозаик (умер в 1910).
- 5 октября — Эрминия Фуа-Фузинато, итальянская поэтесса, супруга Арнальдо Фусинато[итал.] (ум. в 1876)[2].
- 31 декабря — Эмилио Тревес, итальянский издатель, журналист, писатель и драматург (умер в 1916).

Без точных дат
- Викентий Степанович Узловский, российский медик, публицист, журналист и переводчик (ум. 1896)[3].

## Умерли
- 28 января — Карл Август Энгельгардт, немецкий писатель (родился в 1768).
- 25 июля — Сэмюэл Тейлор Кольридж, английский поэт-романтик, критик и философ, выдающийся представитель «озёрной школы» (родился в 1772).
- 16 сентября — Антуан Венсан Арно, французский драматург, поэт-баснописец и государственный деятель (родился в 1766).